# Phebo
Perfumaria Phebo (pronuncia-se febo) é uma tradicional marca brasileira de cosméticos, criada em 1930 em Belém do Pará.

## História

### Primórdios
A marca foi criada por Mario Santiago e Antônio Santiago, seu primo. O nome Phebo faz referência ao deus romano do Sol (Febo) e foi escolhido para simbolizar o nascimento de uma nova era da perfumaria brasileira. 
Em 1930 foi desenvolvido o primeiro produto da marca, o Sabonete Odor de Rosas. Com formato oval, transparente e escuro, sua fragrância combinava essência de Pau-rosa e especiarias como sândalo, cravo da Índia e canela de Madagascar, entre outras. Na época o sabonete mais usado era o de coco, de cor branca, formato retangular e com fragrância do ingrediente tropical. A novidade de Phebo foi recebida com muito entusiasmo e deu início ao que tornaria a ser uma assinatura da perfumaria: produtos ousados com alta concentração de fragrância. Até hoje o sabonete Odor de Rosas é o carro-chefe da marca. 
Nos anos 1940 a marca já possuía uma ampla gama de produtos, como a linha Madeiras d'Amazônia (extrato, loção, pó-de-arroz, rouge e brilhantina), Pó de Arroz Phebo, Talco Phebo e Loção Narciso. Também lançou produtos exclusivamente masculinos, como o Sabonete Pará e o Petróleo Oxford.
Na década de 1950 a Phebo apoiou diversos concursos de beleza e chegou a receber a visita da então Miss Brasil, Martha Rocha, em sua fábrica. Durante este período o logotipo da marca era composto por um sol com a inscrição "Pará".

### Atualidade
Antes de ser incorporada ao Grupo Granado, em 2004, a Perfumaria Phebo fez parte das multinacionais Procter & Gamble e Sara Lee. Depois da mudança, seus produtos logo absorveram a cultura da ‘pharmácia’ e passaram a ser formulados com base vegetal, seguindo uma tendência mundial de retorno e valorização a marcas tradicionais de qualidade. A Phebo possuiu um extenso arsenal de produtos focados em beleza, chegando a trabalhar até mesmo com linhas de maquiagem, porém hoje aparece para o seu público com foco na perfumaria, mas ainda com uma ampla linha de produtos como sabonetes, desodorantes, hidratantes, colônias, perfumes, velas perfumadas, difusores de ambiente.
Com o processo de reposicionamento da marca, ocorrido em 2007, procurou-se resgatar essa tradição. Como estratégia a marca associou-se a nomes da indústria da Moda e buscou traduzir a sofisticação e o luxo das passarelas em suas criações. Hoje a marca foca muito na Brasilidade de seus produtos, sempre trazendo suas raízes nas embalagens e fragrâncias.
Em abril de 2019, na cidade de Belém do Pará, a empresa encerrou as suas atividades, alegando que seriam por questões de logísticas e demanda de licenciamento, uma vez que a área da fábrica ficava no centro da cidade.

## Slogans
- O bem estar fica.
- O único grande prazer desta vida, com preço de sabonete.
- Perfumaria Phebo, tradição em moda e beleza.